# 民生加银基金
民生加银基金是中華人民共和國一家基金公司，由中国民生银行、加拿大皇家银行和三峡财务公司共同发起设立，于2008年11月在深圳正式成立。2022年，民生加银基金净利润同比缩水约44%，管理规模同比缩水约17%。截至2023年4月，中國民生银行持股比例为63.33％。加拿大皇家银行持股30%；三峡财务持有6.67%。